# Metacleidochasma
Metacleidochasma is een mosdiertjesgeslacht uit de familie van de Phidoloporidae en de orde Cheilostomatida. De wetenschappelijke naam ervan is in 1991 voor het eerst geldig gepubliceerd door Soule, Soule & Chaney.

## Soorten
- Metacleidochasma dimorphum Soule, Soule & Chaney, 1991
- Metacleidochasma planulata (Canu & Bassler, 1929)
- Metacleidochasma verrucosa Dick, Tilbrook & Mawatari, 2006